# 782 Montefiore
782 Montefiore este un asteroid din centura principală, descoperit pe 18 martie 1914, de Johann Palisa.